# Universidad Carnegie Mellon
La Universidad Carnegie Mellon (en inglés: Carnegie Mellon University, CMU) es una universidad privada que se ubica en Pittsburgh, Pensilvania, y es considerada por algunos uno de los más destacados centros de investigación superior de los Estados Unidos en el área de ciencias de la computación y robótica.[cita requerida]
Actualmente la institución cuenta con sedes en California, Australia y Catar.

## Historia
Sus orígenes se remontan a las Escuelas Técnicas Carnegie fundadas por el empresario y filántropo Andrew Carnegie en 1900. En 1912 las escuelas se convirtieron en el Instituto Carnegie de Tecnología y en 1967 el instituto se fusionó con el Instituto Mellon de Investigación, que había sido fundado por los hermanos Andrew William y Richard Beatty Mellon, para dar paso a la Universidad Carnegie Mellon.

## Facultades y escuelas
Carnegie Mellon tiene siete facultades y escuelas:
- Escuela de Ingeniería
- College of Fine Arts
- Dietrich College of Humanities and Social Sciences
- Mellon College of Science
- Tepper School of Business
- School of Computer Science
- H. John Heinz III College of Information Systems and Public Policy

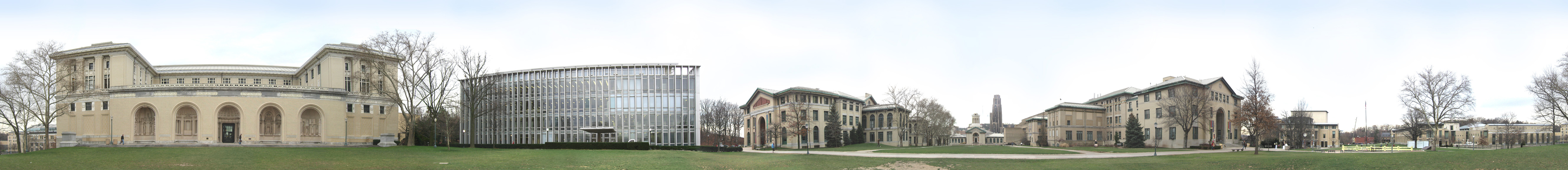
Una vista panorámica del campus de Pittsburgh de la Universidad Carnegie Mellon desde la Facultad de Bellas Artes.
De izquierda a derecha: Facultad de Bellas Artes, Biblioteca Hunt, Baker and Porter Hall, Hamerschlag Hall, Catedral del Aprendizaje de la Universidad de Pittsburgh (al fondo), Wean Hall y Doherty Hall, Purnell Center y Cohon University Center. También son visibles "The Fence" y la escultura Walking to the Sky.